# South Bronx

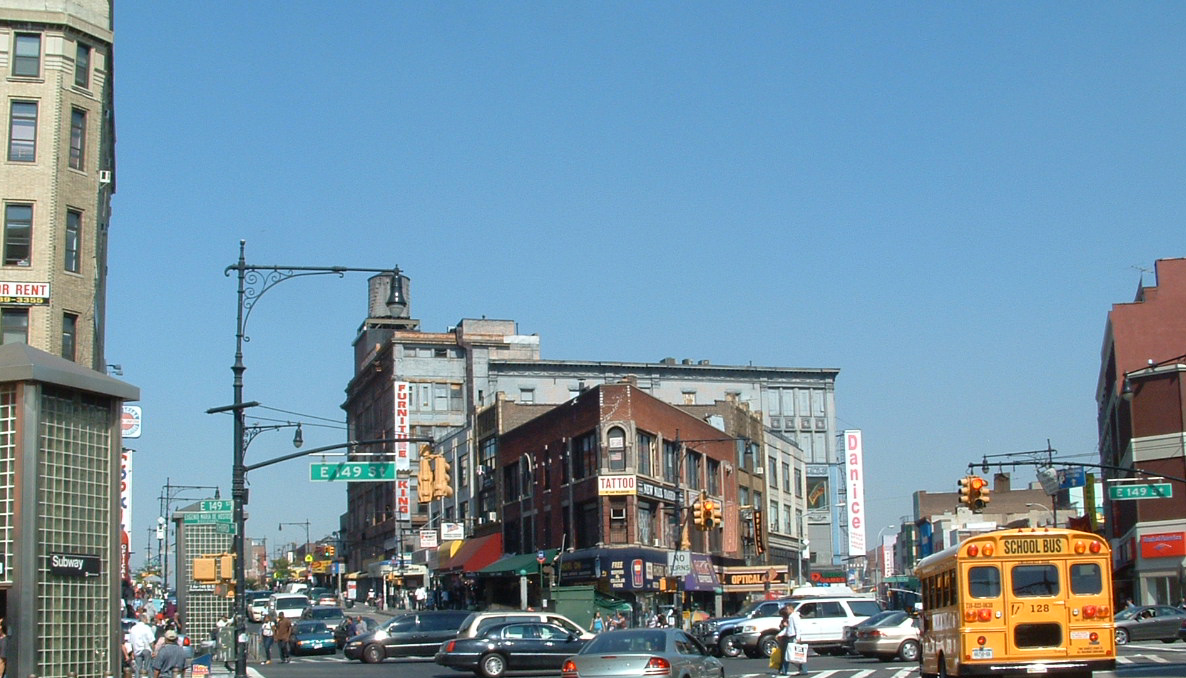
"The Hub" (El eje) es el corazón de South Bronx.

South Bronx (en español, el Sur del Bronx) es un barrio del distrito del Bronx, Nueva York, Estados Unidos. Pese a su nombre, engloba estrictamente la zona sudoeste del distrito del Bronx y no debe ser confundido con el sur del propio Bronx, que fue designado legalmente durante la década de 1960 y es un área muy pequeña que se extiende por el extremo sur del distrito, al norte de la calle 149. Los barrios de Tremont, University Heights, Highbridge, Morrisania, Soundview y Castle Heights son, a menudo, incluidos erróneamente en el South Bronx.
El South Bronx forma parte del 16º Distrito del Congreso de Nueva York, uno de los cinco más pobres del país. El barrio está cubierto por las jurisdicciones 40°, 41°, 42°, 44°, y 48° del Departamento de Policía de Nueva York (NYPD).

## Lecturas recomendadas
- Kozol, Jonathan (1995); Amazing Grace; Crown Publishers.

- Berman, Marshall; Berger, Brian, eds. (2007). New York Calling: From Blackout to Bloomberg. Reaktion Books.

- Berman, Marshall (1988). All That Is Solid Melts into Air: The Experience of Modernity. Penguin.

- Gonzalez, Evelyn (2006). The Bronx (Columbia History of Urban Life). Columbia University Press.

- Jensen, Robert, ed. (1979). Devastation/resurrection: the South Bronx. New York: Bronx Museum of the Arts.

- Jonnes, Jill (2002). South Bronx Rising: The Rise, Fall, and Resurrection of an American City. Fordham University Press.

- Office of the Borough President (Bronx, New York City) (1990). Strategic policy statement. New York: Office of the Bronx Borough President.

- Twomey, Bill (2007). The Bronx, in bits and pieces. Bloomington, IN: Rooftop Publishing.